# Chubu-Nippon Broadcasting
Chubu-Nippon Broadcasting Co., Ltd. (中部日本放送株式会社?, Chūbu Nippon Hōsō Kabushiki-gaisha, CBC) è un'emittente radiofonica e televisiva regionale che trasmette per Nagoya nella Prefettura di Aichi in Giappone. Il suo servizio radiofonico è affiliato alla JRN (Japan Radio Network), mentre il suo servizio televisivo è affiliato alla JNN (Japan News Network) e alla rete televisiva TBS.

## Trasmissione

### Radio
Frequenza
- Nagoya (da Nagashima, Prefettura di Mie): 1053 kHz: JOAR
- Gifu (da Kagamigahara, Prefettura di Gifu): 639 kHz: JOAR
- Kumano: 720 kHz: JOAR
- Owase: 801 kHz: JOAR
- Hida-Kamioka e Gero: 1062 kHz: JOAR
- Toyohashi: 1485 kHz: JOAE
- Iga-Ueno: 1485 kHz: JOAR
- Takayama: 1557 kHz: JOAO
- Nakatsugawa: 1557 kHz: JOAR
- Shinshiro: 1557 kHz: JOAR

### Televisione analogica
JOAR-TV
- Nagoya - Canale 5
- Toyohashi - Canale 62
- Toyota - Canale 55
- Gujo - Canale 8
- Gero - Canale 10
- Chuno - Canale 62
- Kumano - Canale 5
- Owase - Canale 6
- Ise - Canale 55
- Nabari - Canale 60
- Toba - Canale 10
- Shima-Isobe - Canale 45, ecc.

### Televisione digitale
JOGX-DTV
- Controllo Remoto ID 5
- Nagoya e Nabari - Canale 18
- Toyohashi, Gamagori-Tahara, Chuno, Nakatsugawa, Nagara, Takayama e Ise - Canale 16

## Programmi

### Radio
- All Night Nippon (Prodotto dalla Nippon Broadcasting System)
  - All Night Nippon (dalle 25:00 alle 27:00 dal lunedì al sabato (JST))
  - All Night Nippon R (dalle 27:00 alle 28:00 il sabato (JST))
- CBC Dragons Night Game (CBCドラゴンズナイター, giochi di baseball di Chunichi Dragons)

### Televisione
Drama prodotti da CBC
"Hirudora" era
- Kippari!! (seconda serie)
- Over 30

"Dorama 30" era
- Kids War Series
- Kippari! (prima serie)
- Mom, I love you!, ecc.

Sport
- Fight, Dragons! 2025, giochi di baseball di Chunichi Dragons)
- Chunichi Crowns (torneo di Golf)

Drama e anime
- Monster Farm (17 aprile 1999 - 30 settembre 2000)
- Shin Megami Tensei: Devil Children Black Book/Red Book (7 ottobre 2000 - 29 settembre 2001)
- Kirby (6 ottobre 2001 - 27 settembre 2003, ogni sabato mattina)
- Bishōjo senshi Sailor Moon (4 ottobre 2003 - 25 settembre 2004, ogni sabato mattina)

- Ultraman

-   - Ultraman Nexus (2 ottobre 2004 - 25 giugno 2005, ogni sabato mattina)
  - Ultraman Max (2 luglio 2005 - 1º aprile 2006, ogni sabato mattina)
  - Ultraman Mebius (8 aprile 2006 - 31 marzo 2007, ogni sabato mattina)

- Romeo × Juliet (4 aprile 2007 - 26 settembre 2007)

## Altre stazioni TV a Nagoya
- Tokai TV (東海テレビ)
- Chukyo TV (中京テレビ)
- Metele (メ~テレ)
- TV Aichi (テレビ愛知)